# John Farrow
John Farrow (Sídney, 10 de febrero de 1904-Beverly Hills, 27 de enero de 1963) fue un director, guionista y productor cinematográfico australiano afincado en Estados Unidos.
Su nombre completo era John N. B. Villiers-Farrow. Comenzó a escribir en los años veinte, cuando trabajaba como marinero en Australia. Se trasladó a Hollywood como consejero técnico en marina y pronto empezó a trabajar también como guionista. Escribió guiones para películas desde 1927 hasta 1959 y también dirigió entre 1934 y 1959. Farrow era también escritor de historias y relatos cortos.
Se le recuerda también por su matrimonio con la actriz Maureen O'Sullivan, con la que, para poder casarse, tuvo que convertirse al catolicismo. Tuvieron siete hijos, tres de ellas son actrices: Mia Farrow (la más popular), Stephanie Farrow y Prudence Farrow.
Murió en 1963 de un ataque al corazón en las colinas de Beverly Hills (California) a la edad de 58 años. Fue enterrado en el cementerio de Holy Cross en Culver City.

## Filmografía
Director:
- John Paul Jones (1959).
- The Unholy Wife (1957).
- Back from Eternity (1956).
- The Sea Chase (1955).
- A Bullet Is Waiting (1954).
- Hondo (1953).
- Plunder of the Sun (1953); Saqueo al sol.
- Ride, Vaquero! (1953). Una vida por otra
- Botany Bay (1953).
- Submarine Command (1951).
- His Kind of Woman (1951).
- Copper Canyon (1950); El desfiladero del cobre
- Where Danger Lives (1950); Donde habita el peligro.
- Red, Hot and Blue (1949).
- Alias Nick Beal (1949).
- Night Has a Thousand Eyes (1948). Mil ojos tiene la noche
- Beyond Glory (1948).
- The Big Clock (1948). El reloj asesino
- Blaze of Noon (1947).
- Calcutta (1947).
- Easy Come, Easy Go (1947).
- California (1946).
- Two Years Before the Mast (1946).
- You Came Along (1945).
- The Hitler Gang (1944).
- China (1943).
- Commandos Strike at Dawn (1942).
- Wake Island (1942).
- A Bill of Divorcement (1940).
- Married and in Love (1940).
- Reno (1939).
- Full Confession (1939).
- Five Came Back (1939).
- Sorority House (1939).
- Women in the Wind (1939).
- The Saint Strikes Back (1939).
- Comet Over Broadway (1938), sin acreditar).
- Broadway Musketeers (1938).
- My Bill (1938).
- Little Miss Thoroughbred (1938).
- The Invisible Menace (1938).
- She Loved a Fireman (1937).
- West of Shanghai (1937).
- Men in Exile (1937).
- La fuga de Tarzán (1936), sin acreditar.
- The Spectacle Maker (1934), como John Villiers Farrow

Escritor:
- John Paul Jones (1959).
- Around the World in Eighty Days (1956 película)|Around the World in Eighty Days]] (1956).
- Ride, Vaquero! (1953), sin acreditar
- Red, Hot and Blue (1949).
- Last of the Pagans (1935), como John Villiers Farrow).
- The Spectacle Maker (1934), como John Villiers Farrow).
- Don Quixote (1933), versión inglesa
- The Impassive Footman (1932).
- The Common Law (1931), guion
- A Woman of Experience (1931), diálogo y guion
- Inside the Lines (1930), diálogo).
- Shadow of the Law (1930).
- The Bad One (1930), historia).
- Seven Days' Leave (1930).
- The Four Feathers (1929), títulos
- The Wheel of Life (1929), adaptación
- A Dangerous Woman (1929).
- The Wolf Song (1929).
- Three Weekends (1928), adaptación
- The Woman From Moscow (1928).
- The First Kiss (1928), adaptación
- Ladies of the Mob (1928).
- The Blue Danube (1928), historia
- The Showdown (1928).
- The Bride of the Colorado (1928).
- The Wreck of the Hesperus (1927), guion
- A Sailor's Sweetheart (1927).
- White Gold (1927).

Productor:
- The Unholy Wife (1957).
- Back from Eternity (1956).
- The Sea Chase (1955).
- Submarine Command (1951), coproducida
- The Big Clock (1948).

Actor:
- Forbidden Island (1959).
- King of the Khyber Rifles (1953).

## Premios y distinciones
Premios Óscar
| Año  | Categoría            | Película                           | Resultado |
| ---- | -------------------- | ---------------------------------- | --------- |
| 1943 | Mejor Director       | Wake Island                        | Nominado  |
| 1957 | Mejor guion adaptado | La vuelta al mundo en ochenta días | Ganador   |